# Snow Cake
Snow Cake är en brittisk-kanadensisk indiedramafilm från 2006 regisserad av Marc Evans. 
Huvudrollerna spelas av Alan Rickman, Sigourney Weaver, Carrie-Anne Moss, Emily Hampshire och Callum Keith Rennie. Filmen släpptes den 8 september 2006 i Storbritannien.
Snow Cake filmades i Wawa, Ontario i Kanada. Filmen är ett drama om vänskapen mellan Linda, en kvinna med högfungerande autism (Weaver) och Alex (Rickman) som är traumatiserad efter en bilolycka där han själv och Lindas dotter (Hampshire) var inblandad.
Filmen visades och diskuterades på Autism Cymru 2nd International Conference i maj 2006, såväl som på Edinburgh International Film Festival, Tribeca Film Festival, Toronto International Film Festival, Seattle International Film Festival bland andra.

## Handling
När Vivienne Freeman (Emily Hampshire) får skjuts av Alex Hughes (Alan Rickman), dödas hon av en lastbil som kraschar in i bilen, medan Alex bara får näsblod. Alla är överens om att det inte är Alex fel. Han besöker offrets mamma Linda (Sigourney Weaver), som har autism. Hon har informerats om dotterns död ett par timmar före Alex besök, men visar inga tecken på sorg.
Men hon har renhetsmani. Renhetsmanin innebär att hon hela tiden måste försäkra sig om att allt i huset är prydligt. Det hindrar henne från att röra soppåsar. Hennes problem är att hitta någon som kan ställa soppåsarna utanför huset. Detta hade förut alltid gjorts av hennes dotter. Linda insisterar på att Alex ska stanna några dagar så att han kan göra det för henne. Alex säger att det är okej, och arrangerar samtidigt Viviennes begravning.
Under sin vistelse börjar Alex ett förhållande med en av Lindas grannar, Maggie (Carrie-Anne Moss), som Linda felaktigt tror är en prostituerad. En polisman varnar Maggie för att vara nära Alex, eftersom han har suttit i fängelse för mord. 
Maggie ser inte Alex i vitögat om saken, utan väntar i stället tills han tar upp ämnet själv.
Alex avslöjar att han dödade mannen som orsakade hans sons död i en bilolycka. Sonen hade varit på väg för att träffa Alex för första gången. Alex hade nyligen fått reda på sonens existens, som var resultatet av ett förhållande för länge sedan.
Linda ogillar Maggie till den punkt att hon först vägrar ta emot hennes hjälp. Men efter att Alex åker iväg för att träffa sin sons mamma, låter hon Maggie komma in till henne och hjälpa henne.